# Enoicylopsis peyerimhoffi
Enoicylopsis peyerimhoffi är en nattsländeart som beskrevs av Navás 1917. Enoicylopsis peyerimhoffi ingår i släktet Enoicylopsis och familjen husmasknattsländor. Inga underarter finns listade i Catalogue of Life.